# Мамско-Чуйский район
Ма́мско-Чу́йский райо́н — административно-территориальное образование (район) и муниципальное образование (муниципальный район) в Иркутской области России.
Административный центр — рабочий посёлок Мама.

## География
Мамско-Чуйский район расположен на северо-востоке Иркутской области в пределах Северо-Байкальского нагорья. Площадь территории — 43 396 км².
На севере район граничит с Республикой Саха (Якутия), на юге — с Республикой Бурятия, на востоке — с Бодайбинским, на западе — с Киренским районами Иркутской области.

### Климат
Климат района резко континентальный, с морозной (-55…−60 °C) зимой и коротким теплым (до +39 °C) летом. Среднемесячная температура января −28,9 °C, июля +17,9 °C. Среднегодовое количество осадков составляет 390—550 мм, причем 60-70 % приходится на летние месяцы.
Мамско-Чуйский район приравнен к районам Крайнего Севера.
Гидрография
Гидрографическая основа района представлена бассейнами рек Витим, Мама, Большая Чуя и Малая Чуя с развитой сетью их притоков.

## История
Район образован на основании решения исполнительного комитета Иркутского областного совета депутатов трудящихся № 446 от 25 мая 1951 года за счёт выделения части территории Бодайбинского и Киренского районов области.

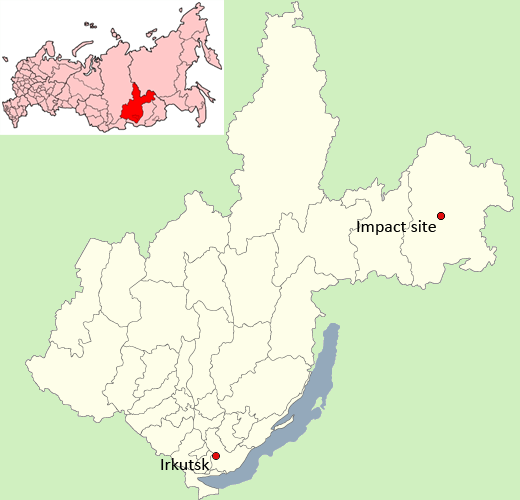
Место падения Витимского болида

В ночь с 24 на 25 сентября 2002 года в Мамско-Чуйском районе (58°16′16″ с. ш. 113°27′13″ в. д.) упал Витимский болид, на месте падения которого наблюдалась картина, очень похожая на Тунгусский метеорит, только в несколько меньших масштабах (зона вывала леса примерно 10×6 км, зона пожара 3×2 км). Руководитель научно-исследовательского объединения «Космопоиск» Вадим Чернобров доложил, что после падения метеорита у местных жителей наблюдалось обострение болезней, связанных с давлением, а позднее — с почками и суставами, что учёные связывали с повышением в два раза радиоактивного фона.

## Население
| 2002  | 2009  | 2010  | 2011  | 2012  | 2013  | 2014  |
| ----- | ----- | ----- | ----- | ----- | ----- | ----- |
| 7990  | ↘6141 | ↘5501 | ↘5456 | ↘5259 | ↘4964 | ↘4742 |
| 2015  | 2016  | 2017  | 2020  | 2021  |       |       |
| ↘4518 | ↘4374 | ↘4002 | ↘3694 | ↘3350 |       |       |

В связи с неперспективностью жизни в отдаленных поселках Мамско-Чуйского района в 2015 году в Иркутской области были приняты законы, предусматривающие переселение жителей посёлков Горно-Чуйский и Согдиондон (ранее были переселены жители пос. Слюдянка). В 2015 году началось переселение посёлка Горно-Чуйский, в 2016 году — посёлка Согдиондон. В ближайшее время также планируется переселить жителей пос. Луговский

## Муниципально-территориальное устройство
В Мамско-Чуйский район входят 3 муниципальных образования со статусом городских поселений, а также 1 межселенная территория без статуса муниципального образования:
| №        | Муниципальное образование     | Административный центр    | Количество населённых пунктов | Население (чел.) | Площадь (км²) |
| -------- | ----------------------------- | ------------------------- | ----------------------------- | ---------------- | ------------- |
| 1        | Витимское городское поселение | рабочий посёлок Витимский | 4                             | ↘392             | 1541,80       |
| 2        | Луговское городское поселение | рабочий посёлок Луговский | 2                             | ↗402             | 2896,88       |
| 3        | Мамское городское поселение   | рабочий посёлок Мама      | 4                             | ↘2556            | 7618,91       |
| 3.000001 | межселенная территория        |                           | 1                             | ↘13              | 31076,58      |

В 2019 году были упразднены Согдиондонское и Горно-Чуйское городские поселения с передачей их земель в межселенную территорию.

### Населённые пункты
В Мамско-Чуйском районе 6 населённых пунктов
| № | Населённый пункт | Тип                   | Население | Муниципальное образование     |
| - | ---------------- | --------------------- | --------- | ----------------------------- |
| 1 | Витимский        | рабочий посёлок (пгт) | ↘245      | Витимское городское поселение |
| 2 | Колотовка        | посёлок               | ↘149      | Витимское городское поселение |
| 3 | Луговский        | рабочий посёлок (пгт) | ↗397      | Луговское городское поселение |
| 4 | Мама             | рабочий посёлок (пгт) | ↘2556     | Мамское городское поселение   |
| 5 | Мусковит         | посёлок               | ↘136      | Витимское городское поселение |
| 6 | Слюдянка         | посёлок               | →5        | Луговское городское поселение |

### Упразднённые населённые пункты
- деревни Рысья, Садки и участок Чайка (законом от 24 декабря 2019 г.[20])
- рабочий посёлок Горно-Чуйский (законом от 1 ноября 2019 года[21])
- рабочий посёлок Согдиондон (законом от 5 марта 2019 г.[22])
- ранее: Большая Слюдянка, Жила 45-я, Комсомольско-Молодёжный, Снежный, Студенческий.
- село Чуя
- 2024 год — Большой Северный, Воронцовка, Заря и Тетеринск.

## Экономика

### Промышленность
- Лесная и деревообрабатывающая промышленность,
- Промышленность стройматериалов,
- Цветная металлургия.

### Сельское хозяйство
Сельское хозяйство представлено мелкими товаропроизводителями — крестьянско-фермерское хозяйство «Мамское», ЧП Бударная, ЧП Карасова специализирующиеся на животноводстве и овощеводстве. Кроме этого большая часть населения содержит подсобные хозяйства.

## Социальная сфера
В районе имеется 6 школьных и 7 дошкольных образовательных учреждений.
Культура района состоит из 9 библиотек, 7 клубов, детской музыкальной школы, музея, типографии, отдела кино и видео, всего 20 подразделений культуры.
Здравоохранение района представлено головным лечебным учреждением — Мамско-Чуйской центральной районной больницей, которая работает в системе страховой медицины, а также двумя больницами и пятью фельдшерскими акушерскими пунктами.